# Wickham Skeith
Wickham Skeith – wieś w Anglii, w hrabstwie Suffolk, w dystrykcie Mid Suffolk. Leży 26 km na północ od miasta Ipswich i 119 km na północny wschód od Londynu.